# البحرين في بطولة العالم لألعاب القوى 2009
البحرين أوفدت تسعة منافسين في بطولة العالم 2009 لألعاب القوى في برلين وحققت ميداليتين ذهبيتين في 1500 متر للرجال والسيدات والميدالية البرونزية في 800 متر رجال لتحتل المركز الحادي عشر في الترتيب العام.

## اختيار الفريق
| المسابقة       | الرياضي(ة)                       | الرياضي(ة)            |
| المسابقة       | الرجال                           | السيدات               |
| -------------- | -------------------------------- | --------------------- |
| 100 متر        |                                  | رقية الغسرة           |
| 200 متر        |                                  | رقية الغسرة           |
| 800 متر        | بلال منصور علي يوسف سعد كامل     |                       |
| 1500 متر       | بلال منصور علي يوسف سعد كامل     | ميمي بيليتي مريم جمال |
| 3000 متر موانع | طارق مبارك طاهر                  |                       |
| ماراثون        | خالد كمال ياسين ستيفن لورو كامار |                       |

| المسابقة  | الرياضي(ة)        | الرياضي(ة) |
| المسابقة  | الرجال            | السيدات    |
| --------- | ----------------- | ---------- |
| قفز ثلاثي | محمد يوسف الصحابي |            |

## النتائج

### الرجال

#### مسابقات الجري
| المسابقة       | الرياضي          | التصفيات | التصفيات | النصف النهائي | النصف النهائي | النهائي  | النهائي  |
| المسابقة       | الرياضي          | النتيجة  | الترتيب  | النتيجة       | الترتيب       | النتيجة  | الترتيب  |
| -------------- | ---------------- | -------- | -------- | ------------- | ------------- | -------- | -------- |
| 800 متر        | بلال منصور علي   | 1:47.16  | 20       | 1:46.57       | 15            | لم يتأهل | لم يتأهل |
| 800 متر        | يوسف سعد كامل    | 1:46.43  | 9        | 1:45.01       | 1             | 1:45.35  |          |
| 1500 متر       | بلال منصور علي   | 3:43.06  | 24       | 3:36.87       | 8             | 3:37.72  | 9        |
| 1500 متر       | يوسف سعد كامل    | 3:37.59  | 5        | 3:36.87       | 8             | 3:35.93  |          |
| 3000 متر موانع | طارق مبارك طاهر  | 8:18.13  | 3        | -             | -             | 8:17.08  | 10       |
| ماراثون        | خالد كمال ياسين  | -        | -        | -             | -             | 2:20:11  | 40       |
| ماراثون        | ستيفن لورو كامار | -        | -        | -             | -             | لم ينهي  | لم ينهي  |

#### مسابقات الميدان
| المسابقة  | الرياضي           | التصفيات | التصفيات | النهائي  | النهائي  |
| المسابقة  | الرياضي           | النتيجة  | الترتيب  | النتيجة  | الترتيب  |
| --------- | ----------------- | -------- | -------- | -------- | -------- |
| قفز ثلاثي | محمد يوسف الصحابي | 16.05    | 37       | لم يتأهل | لم يتأهل |

### السيدات

#### مسابقات الجري
| المسابقة | الرياضية    | التصفيات | التصفيات | النصف النهائي | النصف النهائي | النهائي  | النهائي  |
| المسابقة | الرياضية    | النتيجة  | الترتيب  | النتيجة       | الترتيب       | النتيجة  | الترتيب  |
| -------- | ----------- | -------- | -------- | ------------- | ------------- | -------- | -------- |
| 100 متر  | رقية الغسرة | 11.49    | 23       | 11.51         | 24            | لم تتأهل | لم تتأهل |
| 200 متر  | رقية الغسرة | 23.34    | 22       | 23.26         | 18            | لم تتأهل | لم تتأهل |
| 1500 متر | ميمي بيليتي | 4:08.36  | 11       | 4:13.30       | 24            | لم تتأهل | لم تتأهل |
| 1500 متر | مريم جمال   | 4:08.76  | 14       | 4:03.64       | 1             | 4:03.74  |          |